# Johann Graf Coudenhove-Kalergi
Johannes Evangelist Virgilio Graf Coudenhove-Kalergi (Johann oder Hansi, * 15. September 1893 in Tokio, Japan; † 29. Januar 1965 in Regensburg, Bayern) war ein Spross des böhmischen Adelsgeschlechts (derer von) Coudenhove-Kalergi. Bekannt wurde Graf Johann, ein Bohémien und Surrealist, durch seinen Menschenfresser-Roman, so der Untertitel des Buches, das posthum und unter dem Pseudonym Duca di Centigloria veröffentlicht wurde.

## Das Elternhaus
Johanns Vater war Heinrich Graf von Coudenhove-Kalergi (1859–1906), österreichischer Diplomat und vertretender Geschäftsträger der Botschaft in Tokio. Johanns Mutter war die Japanerin Mitsuko Aoyama (1874–1941), die 1892 die Ehe mit Heinrich einging. Sie hatten sieben Kinder. Die beiden ersten, Söhne, wurden noch in Tokio geboren, die anderen auf dem Familienstammsitz Schloss Ronsperg (Poběžovice) in Westböhmen, wohin die Familie 1895/96 von Japan aus gezogen war. Johann wurde auf Japanisch auch Kōtarō (光太郎) genannt. Mit den chinesischen Zeichen wird in etwa Licht bzw. Strahlen und ältester Sohn ausgedrückt.
Johann (Hansi) war das älteste der sieben Kinder, „von denen alle, jedes auf andere Weise, aus dem üblichen Schema ihrer Generation und ihrer Gesellschaftsschicht herausfallen“. Sein Bruder Richard Coudenhove-Kalergi (Dicky, 1894–1972), 1922 Begründer der Paneuropa-Union, war ebenfalls in Tokio geboren worden. Die beiden Brüder Hansi und Dicky wurden deshalb im Familienkreis gern „die Japaner“ genannt. Gerolf Coudenhove-Kalergi (1896–1978) wurde kurz nach der Rückkehr aus Japan auf Schloss Ronsperg geboren. Ihm folgten seine drei Schwestern: Elisabeth Maria Anna (Elsa, 1898–1936), Olga Marietta Henriette Maria (Olga, 1900–1976) und Elisabeth Friederike Maria Anna (Ida, 1901–1971; verehelichte Ida Friederike Görres). Als letztes kam sein Bruder Karl Heinrich (Ery, 1903–1987) zur Welt. Zur Stammtafel siehe: Heinrich von Coudenhove-Kalergi. Johann war 1893 kurz vor seiner Geburt und dem Tod des Großvaters Franz Karl Coudenhove von diesem als Alleinerbe eingesetzt worden.

## Werdegang
Der frühe Tod des Vaters (1906) führte zu einer Überforderung der Mutter, sieben Kinder allein zu erziehen. Deshalb wurden die Kinder im Schulalter in Internate geschickt. Als Schüler besuchte Johann, ebenso wie seine Brüder Richard und Gerolf, das katholische Wiener Theresianum. Dort entwickelten sich Johann und Richard, ziemlich allein auf sich gestellt, zu „deklarierten Freigeistern“. Seinen Schwestern erklärte Johann, „dass er nicht in den Himmel kommen wolle, wo die Langweiler versammelt wären, sondern in die Hölle, wo man immerhin Gesprächspartnern wie Voltaire und Nietzsche begegnen würde“. Als Johanns Vater Heinrich 1906 an einem Herzinfarkt starb, war er als Ältester erst dreizehn Jahre alt. 1914 brach der Erste Weltkrieg aus. Die Niederlage Österreich-Ungarns 1918 führte zur Gründung der Tschechoslowakischen Republik, zu der nun auch die mehrheitlich deutschsprachigen Gebiete an den Rändern Böhmens und Mährens gehörten – und damit der Familienbesitz in Ronsperg und Muttersdorf. Damit wurden aus den österreichisch-ungarischen Coudenhove-Kalergis tschechoslowakische Staatsbürger, die zwar Tschechisch sprechen konnten, sich aber als Deutsche verstanden.
In der Zeit der Weimarer Republik und während der nationalsozialistischen Diktatur veranstaltete Johann als wohlhabender Schlossherr große Feste in seinem Schloss und nahm an mondänen Salons in Berlin teil, wo er ein wenig mit der „Nazi-Schickeria sympathisierte“. Ihm zur Seite stand seine erste Ehefrau, die jüdisch-ungarische Flugpionierin Lilly Steinschneider (1891–1975), mit der er zusammen auf Schloss Ronsperg lebte, wobei sie die Fliegerei eingestellt hatte. Die beiden bekamen eine Tochter, Marie-Electa Thekla Coudenhove-Kalergi von Ronspergheim (Marina, 1927–2000). Mit dem Einmarsch und der Besetzung Böhmens 1938 durch Nazi-Deutschland floh Lilly Steinschneider als Jüdin zunächst nach Südfrankreich, dann in die Schweiz.
Johanns „vom Surrealismus inspirierte Verrücktheiten“ waren im Familien- und Freundeskreis Legende. So führte er auf Reisen stets in einem Sarg eine ägyptische Mumie, angeblich eine Prinzessin, bis ins Hotel mit sich, auch auf Autofahrten, der Wagen in den Wappenfarben der Familie lackiert. Gelegentlich verschenkte er Münzen mit seinem Konterfei und der Inschrift im Halbkreisbogen „Duca di Centigloria“. Bei einem Besuch im Haus seines Bruders Gerolf Coudenhove-Kalergi (Rolfi) in Prag fand sich nach einer durchzechten Nacht am Morgen auf der weißen Wand des Salons Johanns Inschrift „Rolfi ist doof!“. Bei renommierten Künstlern gab er surrealistische Bilder in Auftrag, auch von seinem alter ego, Duca di Centigloria, für das er einen illustren Stammbaum von der Schlange im Paradies über sämtliche „Schurken der Weltgeschichte“ konstruiert hatte. An seinem Schloss nahm er „groteske“ Umbauten vor, wie einen selbstentworfenen Turm.

## Vertreibung und Leben in Regensburg
Coudenhove-Kalergis Anwesen in Ronsperg gehörte zu dem nach dem Münchener Abkommen 1938 als „Sudetenland“ vom NS-Staat annektierten Gebiet. Nachdem der Zweite Weltkrieg für Deutschland verloren gegangen war, erlebte die Familie die Enteignung ihres gesamten Besitzes. „Enteignet und mit hineingerissen in den Strudel der sudetendeutschen Vertreibungs-Tragödie durchlebte er schreckliche Momente in verschiedenen Sammellagern“.
Schließlich landete der verarmte Aristokrat im bayerischen Regensburg. Bald war der Paradiesvogel im Regensburg der Nachkriegszeit „stadtbekannt als der ungewöhnliche Graf mit dem fernöstlichen Aussehen, dem nicht unbeträchtliche Teile der Frauenwelt zu Füßen lagen“. „Er wohnte in der Dachkammer eines Hotels und sein Hab und Gut passte in einen einzigen Koffer. Doch die Art, wie er in den 1950er und 60er Jahren durch die Straßen Regensburgs ging, zwar in löchrigen Strümpfen, aber mit einem Lorgnon vor dem linken Auge, ließ erkennen: Er war ein wirklicher Aristokrat vom Scheitel bis zur Sohle, vor allem mit dem gewissen Maß an Exzentrik.“ Begraben wurde er am 1. Februar 1965 auf dem Evangelischen Friedhof der Stadt; die Grabstelle ist mittlerweile aufgelassen.

## Schriftstellerei

### Ein Skandal-Roman
Auf der Frankfurter Buchmesse kam es 1967 zu einem Eklat. Der für seine nonkonforme Publizistik bekannte Merlin Verlag stellte den Roman Ich fraß die weiße Chinesin. Ein Menschenfresserroman von Duca di Centigloria vor, nicht ohne die Provokation auch zu visualisieren: Dem Publikum wurde im Café Palmengarten Frankfurt zum Festessen auf einer großen Servierplatte garniertes Tatar in Form einer nackten Frau offeriert. Zuvor waren für das mit der Künstlergruppe Werkstatt Rixdorfer Drucke veranstaltete Happening spezielle Einladungen an das deutsche Feuilleton verschickt worden. In einer Konservendose eingeschlossen lagen als Werbeaktion ein Rezensionstext, eine Papierserviette und ein Essbesteck.
Von der gleichen Künstlergruppe stammt auch das Cover des Romans der Erstausgabe von 1967, das im Blütenkranz einen weiblichen Po mit gestrichelten Linien zeigt, ähnlich wie auf den Postern beim Metzger für die Bestimmung der Fleischstücke eines Schlachttieres, dazu die Benennung der Fleischstücke in Filet und Schinken. Eine Sonderausgabe des Buches im Merlin-Verlag zeigt 1967 dann eine einzelne dicke nackte Frau mit den entsprechenden Strichellinien von der Seite. Für die dritte Auflage von 1994 sind sieben ähnliche Frauen gezeigt, rosafarben und teils kopfüber, deren Körper wieder durch gestrichelte Linien unterteilt sind. Außerdem sind in der obersten Reihe zwei abgetrennte Beine zu sehen. Die Lizenzausgabe im rororo-Taschenbuch von 1979 verzichtet dann auf die Strichellinien; das Cover zeigt eine schwarzhaarige Schöne von hinten, die mit hängenden Armen im glitzernden Wasser steht und lediglich eine Schamschnur bzw. einen String-Tanga trägt. Die Künstler Ali Schindehütte und Katinka Niederstrasser fertigen 1969 eine Radierung unter dem Titel „Ysa, die weiße Chinesin und Duca di Centigloria“ an, einer der sechs Beiträge aus der Grafikmappe Liebespaar-„Paarodien“.
Dem Publikum war zunächst unklar, welcher Autor sich hinter dem „kannibalistischen Erotikon, dessen barocker Titel an Deutlichkeit wenig zu wünschen übriglässt“, versteckte. Bald wurde jedoch publik, dass es sich bei dem rätselhaften Autor um Johann Graf Coudenhove-Kalergi handelte, der sein Pseudonym Duca di Centigloria (italienisch für „Herzog von Hundert-Ruhm“ oder „Herzog von hundert Ruhmestaten“) bereits vorher jahrelang zumindest im privaten Bereich genutzt und gepflegt hatte. Seine neue Beziehung, eine Sekretärin am Regensburger Stadttheater, hatte die Publikation seines bisher nicht veröffentlichten Werkes unter dem Pseudonym posthum betrieben. Von weiteren Werken mit oder ohne Pseudonym ist nichts bekannt.

### Zum Inhalt des Romans
Der Roman beginnt mit dem Satz: „Sie wissen, dass nur wenig in meinem Leben mit den Maßstäben gewöhnlicher Menschen zu messen ist.“ „Der aristokratische Ich-Erzähler des Buches erscheint paradoxerweise als hochkultivierter Menschenfresser, der seine Geliebte in die Geschichte des Kannibalismus einführt, um sie zum Schluss in einer ausschweifenden Zeremonie selbst liebevoll zu verspeisen“, so die knappe Verlagsankündigung. Ysabel, eine schwedische Diplomatentochter, multikulturell in Shanghai und Hongkong unter gleichaltrigen Chinesinnen aus den besten Familien des Landes aufgewachsen, wird vom halb-japanischen Autor als „weiße“ Chinesin bezeichnet. Sie am Ende „liebevoll zu verspeisen“ bedarf einer langen Vorbereitung durch manipulative Männer-Macht. „In einer Variation des alten Pygmalion-Motivs nimmt er (der Ich-Erzähler, d. V.) sich der schönen Ysabel als eines neu zu formenden Wesens an, die er in die exquisitesten Freuden der körperlichen Liebe, aber auch in sein profundes Wissen um die rituelle, kulinarische und erotische Dimension des Kannibalismus einweiht, bis die gelehrige Schülerin ihrem Meister das Versprechen abnimmt, ihm eines Tages ganz gehören zu dürfen. Mit testamentarisch erlassenen Rezepturen, wie sie zuzubereiten und zu verspeisen sei, begeht sie schließlich Selbstmord, um ihrem Herrn die dionysische Einverleibung der Geliebten zu ermöglichen.“ Unter dionysisch – im Gegensatzpaar der menschlichen Charakterzüge apollinisch-dionysisch eingeordnet – ist dabei ein rauschhafter, ekstatischer Zustand zu verstehen, in dem sich der Betreffende „als Gott“ fühlen mag. Nach Ysabels Suizid wird die Leiche vom gleichfalls in Ysa verliebten Hausarzt professionell tranchiert. Erst dann tritt im zentralen Akt des Romans der Aristokrat auf den Plan und verspeist die angebetete Ysabel in ästhetisierender Distanz, appetitlich dekoriert und bemerkenswerterweise ohne ein Messer, aber mit der Gabel: „ihre lieben Augen, ebenfalls gebacken, zartgelb paniert und auf Selleriescheiben angerichtet“.

### Zum Verständnis des Romans
Auch wenn der schaurige Roman, geschrieben mit „spitzbübischer Extravaganz“, als erotische Literatur gelten muss, wird darin ebenso die Kulturgeschichte des tabubesetzten Phänomens des Kannibalismus behandelt. „Kannibalische Bräuche, kenntnisreich mit schwarzem Humor geschildert, werden hier in eine schaurige Rahmenhandlung verwoben.“
Wenn mit Norbert Elias im „Prozess der Zivilisation“ die zunächst aristokratische Gabel als Überwindung der ritterlichen Esssitte des Gebrauchs von Messern betrachtet wird (also ein ganzes zubereitetes Tier, auf dem Tisch serviert, mit dem Messer zu zerlegen und das Stück Fleisch auf das Messer gespießt zum Munde zu führen), dann dürfte das Fehlen des Messers im Roman und stattdessen der Gebrauch einer Meteoreisengabel, des „sakralen Essgeräts“, die Höhe des zivilisatorischen Aktes symbolisieren. Im bäuerlichen Bereich waren eher die Hände oder Löffel in der gemeinsamen Pfanne bzw. Schale mit Brotsuppe die entsprechenden Esswerkzeuge. Im krassen Gegensatz dazu steht der Untertitel des Romans, wenn der Autor von Fressen bzw. Menschenfresserei spricht, einem eher tierischen oder „primitiven“ Akt der Essensaufnahme. Dem menschlichen Fressakt gemäß wäre zumindest ein ritterliches Messer, wenn nicht gar bloß primitive Finger und Zähne. Vermutlich distanziert sich der Autor bzw. der Meister so zweimal erzählerisch von der Tötung bzw. Menschenfresserei. Einmal, weil der Tötungsakt nicht als Mord oder Jagd-Tod angelegt ist, sondern als ein Suizid durch Gift, den Duca lediglich um die Qualen zu beenden mit einem Pistolenschuss vollendet. Zum anderen gewinnt der Täter Distanz vom Vorgang des jägerlichen Zerlegens, weil dies ein akademisch ausgebildeter Arzt zuvor professionell besorgt hat.
Im Roman liest man von sexuellen Ausschweifungen als Präludium zum Akt des Verzehrens und Einverleibens der Geliebten, wobei der Begriff des Verzehrens ins Auge springt. Wie sich die Geliebte nach dem Geliebten verzehrt, wird sie dann von diesem verzehrt. Statt einer Jagd-Tötung oder eines Mordes erlebt man einen Suizid, statt des Ausweidens bzw. Zerteilens die Exenteration und das Tranchieren durch einen Arzt und statt eines bäuerischen Fressakts mit Zähnen und Klauen den Meister selbst, der den fast aseptischen, ästhetisch arrangierten Akt des Verzehrens oder Einverleibens von Herz, Hirn und Leber im Namen und auf Anweisung der übergroßen Liebe in dionysisch-gottgleicher Ekstase vollzieht. So wird aus dem Opfer durch den „schuldlosen“ Liebhaber, der weder tötet noch ausweidet oder zerteilt, ein Selbstopfer der Geliebten – vielleicht die impertinenteste aller literarischen Männerfantasien.

### Rezeption
Der Roman findet bis heute relativ wenig Resonanz und Rezeption, auch wenn die aktuelle Lieferbarkeit zeigt, dass er „unter Sammlern obskurer Nischenliteratur“ noch immer ein gesuchtes Buch ist. Rosa von Praunheim nennt den Roman ironisch ein „kannibalistisches Kochbuch“ und die Lust-Zeitschrift eine „grenzwertige Besonderheit“. Von anderen Seiten wird das Buch als „reichlich krude“, „krude und abstoßend“, zum Speiübel-Werden oder „grotesker Kitsch“ bezeichnet, der aristokratische Protagonist als „Chauvinistenschwein“. Ob die Menschenfresserei tatsächlich eine, wie Bernhard Setzwein in seinem Roman anklingen lässt, doppeldeutige Reminiszenz an den sozialen Zustand des Autors ist, der als verarmter Aristokrat unter die Menschenfresser der Nachkriegszeit geraten sei, kann eher bezweifelt werden. Dazu ist im Roman zu wenig Wert auf die Darstellung der wölfischen Natur des Menschen gelegt.